# Julia Wipplinger
Julia Wipplinger (* als Julia Tamsen am 23. Oktober 1923 in der Provinz Transvaal; † 15. Juli 1989 in Hoedspruit) ist eine ehemalige südafrikanische Tennisspielerin.

## Karriere
Im Jahr 1952 konnte Julia Wipplinger bei ihrer ersten Teilnahme bei den Internationalen Französischen Meisterschaften, die später als French Open ausgetragen wurden, sich bis ins Viertelfinale spielen, wo sie von Doris Hart besiegt wurde. Gleichzeitig erreichte sie mit ihrer Landsfrau Hazel Redick-Smith im Doppelwettbewerb das Finale, das sie in zwei Sätzen gegen Doris Hart und Shirley Fry verloren.
Sie war Teil eines südafrikanischen Tennisteams, das Anfang 1954 nach Australien reiste, um dort an Turnieren teilzunehmen. Die anderen Mitglieder waren Hazel Redick-Smith, Ian Vermaak, Owen Williams und Abe Segal. Bei den Australian Championships, später als Australian Open bekannt, verlor sie die erste Runde gegen Mary Carter, während sie mit Redick-Smith das Doppelfinale erreichte, in dem sie den Australierinnen Mary Bevis Hawton und Beryl Penrose unterlagen.

## Finalteilnahmen bei Grand-Slam-Turnieren

### Doppel
| Nr. | Datum        | Turnier                                           | Belag | Doppelpartnerin    | Finalgegnerinnen                | Ergebnis |
| --- | ------------ | ------------------------------------------------- | ----- | ------------------ | ------------------------------- | -------- |
| 1.  | 3. Juni 1952 | Internationale französische Tennismeisterschaften | Sand  | Hazel Redick-Smith | Doris Hart Shirley Fry          | 5:7, 1:6 |
| 2.  | 3. Juni 1954 | Australian Championships                          | Rasen | Hazel Redick-Smith | Mary Bevis Hawton Beryl Penrose | 3:6, 6:8 |